# Bradypodion dracomontanum
Il camaleonte nano dei Drakensberg (Bradypodion dracomontanum Raw, 1976)  è una specie di camaleonte endemica del Sudafrica.

## Distribuzione e habitat
Questa specie di camaleonte è endemica della zona dei Drakensberg, in Sudafrica.